# Oude Kerk (Delft)

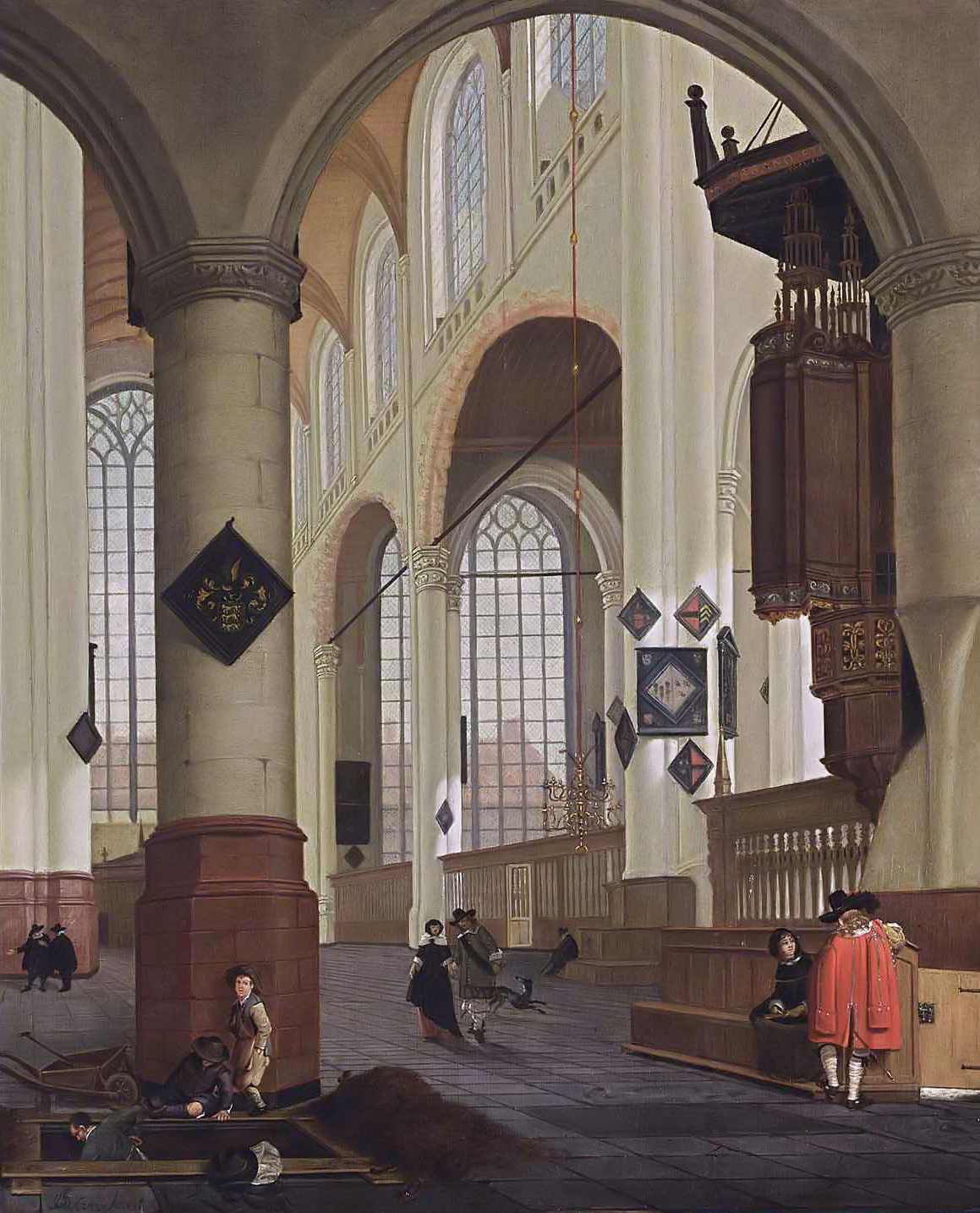
Interieur van de Oude Kerk in Delft.
Linksonder wordt gegraven.
Door Cornelis de Man, tweede helft 17e eeuw, olieverf op paneel, privéverzameling

De Oude Kerk, ook de Oude Jan of Scheve Jan genoemd, is een van de twee grote oude kerken in Delft, in de Nederlandse provincie Zuid-Holland; de andere grote oude kerk in Delft is de Nieuwe Kerk. De Oude Kerk dateert uit 1246 en is de oudste kerk van Delft. Karakteristiek aan de Oude Kerk is de scheefgezakte toren.
De Oude Kerk is nog altijd als kerk in gebruik, op zondagen en christelijke feestdagen vinden er diensten plaats. De Oude Kerk ligt tussen de Oude Delft en de Voorstraat, twee bekende grachten in Delft. Het adres is Heilige Geestkerkhof 25.

## Geschiedenis
Doordat er gedurende enkele eeuwen aan de kerk is gebouwd en verbouwd, biedt het gebouw een kijk in zijn eigen geschiedenis.
Bartholomeus van der Made nam halverwege de 13e eeuw de eerste verbouwing en uitbreiding van de kerk ter hand. Vanaf die tijd werd de kerk dan ook de St.Bartholomeuskerk genoemd. De oude kerk van tufsteen werd uitgebreid met twee zijbeuken en een koor.
Tussen 1325 en 1350 werd vóór de kerk een 75 meter hoge toren gebouwd in Vlaamse stijl met een gemetselde spits en vier hoektorentjes. In die tijd was de toren met grote afstand het hoogste gebouw in de wijde omgeving. Pas ongeveer anderhalve eeuw later, in 1496, werd de hogere Nieuwe Kerk afgerond. Enkele jaren na de bouw van de toren werden de zijbeuken van de kerk verhoogd tot het niveau van het middenschip. Uit deze periode dateren ook de twee zijkoren en het hoogkoor. Aan het einde van deze bouwperiode werd de kerk in 1396 aan Sint-Hippolytus gewijd.
In de eerste helft van de 15e eeuw werd het middenschip geheel vernieuwd. De kerk kreeg nu weer de kenmerken van een basiliek, omdat het middenschip oprees boven de zijbeuken. De zijbeuken werden op hun beurt doorgetrokken tot de voorzijde van de toren. In de loop van de 15e eeuw werd het gebouw verrijkt met enkele kapellen en portalen. Het tot kapel omgebouwde portaal aan de noordzijde en het portaal aan de toren zijn daarvan bewaard gebleven.
De laatste ingrijpende verbouwing onderging de kerk aan het begin van de 16e eeuw. Het plan was de bakstenen basiliek te vervolmaken tot een kruisbasiliek in natuursteen. Verder dan de noorderkruisbeuk is het met de uitvoering van het laatste plan niet gekomen. Antoon I Keldermans werd aangezocht voor de verbouwing. De stadsbrand van Delft in 1536 en de beeldenstormen in 1566 en 1573 gooiden flink roet in het eten. Alleen de preekstoel uit 1548 heeft deze zware tijden overleefd.
23 september 1921 brak er brand uit in de kerk als gevolg van loodgieterswerkzaamheden op het dak. Het dak van de zijbeuk stortte gedeeltelijk in maar de praalgraven en de toren werden behouden.
De Oude Kerk is in de 20e eeuw twee keer ingrijpend gerestaureerd, namelijk in de periode 1949-1961 en in de periode 1997-2000. Bij de laatste restauratie is het stucwerk in de kerk volledig vernieuwd, zijn de gebrandschilderde ramen gerestaureerd en is ook het leien dak flink aangepakt.

## Scheve toren
Omdat er vóór de bestaande kerk eigenlijk geen ruimte was om de toren te bouwen, heeft men waarschijnlijk het water van de Oude Delft op die plaats omgelegd om ruimte te creëren. De toren is vervolgens half op een zandrug en half op de gedempte gracht gebouwd. Door inklinking van de grond ter plaatse van de gedempte gracht begon de toren al tijdens de bouw scheef te zakken. In de toren is een knik te zien, doordat men recht verder heeft gebouwd, op een scheve basis. Door de eeuwen heen heeft de scheve toren menig stedeling verontrust. In 1843 besloot de 'Raad der stad Delft', uit angst voor instortingsgevaar, dat de toren tot aan het dak van de kerk moest worden gesloopt. Lokale aannemers hebben toen kunnen voorkomen dat dit besluit daadwerkelijk werd uitgevoerd. De 75 meter hoge toren staat tegenwoordig 1,96 meter uit het lood. De toren stond tot en met juli 2018 in de steigers vanwege renovatie en versterkingswerkzaamheden. Doordat de steigers volledig om de toren waren opgesteld, was de klok van de toren niet meer zichtbaar. 's Avonds en 's nachts werd er vanaf het dak van de kerk een klok geprojecteerd op de toren.

## Bourdon en Laudateklok
In de zwaar geconstrueerde eiken klokkenstoel, uit de 16e- of 17e eeuw, hangen twee bijzondere klokken: de Trinitasklok, uit 1570, die vaak Bourdon wordt genoemd, en de Laudateklok, uit 1719.
De Trinitasklok is de belangrijkste van deze twee. Deze klok, gegoten door Hendrick van Trier, weegt bijna 9000 kilo en heeft een diameter van circa 2,3 meter. De Trinitasklok is de grootste historische klok van Nederland en wordt alleen geluid bij bijzondere gebeurtenissen, zoals de bijzetting van een lid van het Koninklijk Huis. De reden hiervoor is dat het klokkengelui zodanig zware trillingen veroorzaakt dat bij regelmatig luiden schade aan de toren zou kunnen ontstaan. De klok is wel iedere dag te horen als een hamer de halve en de hele uren slaat.
In april 2020 luidde de Bourdon mee bij de initiatief "klokken van hoop" als blijk van waardering voor de hulpverleners die zich inzetten voor onze gezondheid tijdens de eerste weken van de uitbraak van de coronapandemie.

## Orgels

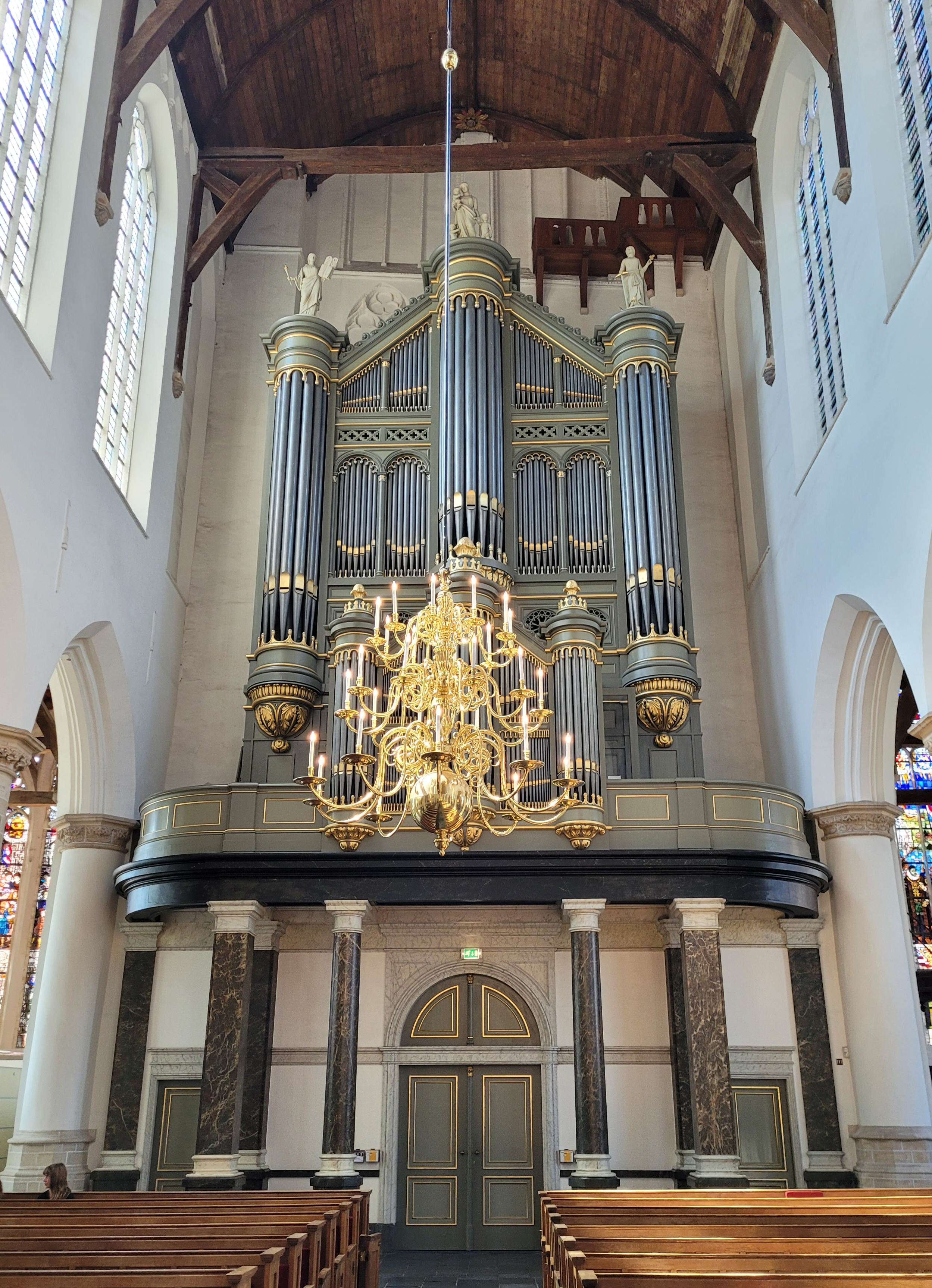
Hoofdorgel

Het hoofdorgel, dat tegen de toren aan de westkant in de kerk geplaatst is, dateert uit 1857, en werd gebouwd door Christian G.F. Witte. Dit orgel bevat 2832 pijpen. Het is feitelijk een vervanging van het oorspronkelijke hoofdorgel uit 1545 dat door de Beeldenstorm zwaar beschadigd werd. Het kleinere noordbeuk-orgel is van 1873, en is ook van Witte. Dit instrument stond eerder in de gesloopte Schoolstraatkerk, vlak bij de Oude Kerk. Het kabinetorgel in het koor stamt uit de tweede helft van de 18e eeuw en is een geschenk van de plaatselijke studentengemeente.

## Graven
In de Oude Kerk bevinden zich de graven van onder anderen:
- Engelbert Graswinckel van Maesland, bestuurder
- Gerrit Jans Graswinckel, bestuurder
- Antoni van Leeuwenhoek, wetenschapper
- Jodocus van Lodenstein, predikant en dichter
- Piet Hein, zeevaarder, tijdens de restauratie van het praalgraf werd in 2024 aan de achterwand van de kerk een wandschildering in de vorm van een priant van Piet Hein aangetroffen.
- Maarten Tromp, zeevaarder

Tromps praalgraf is door Rombout Verhulst gebeeldhouwd en in 1656 voltooid, het ontwerp is waarschijnlijk van Jacob van Campen, de afbeelding van de zeeslag is van Willem de Keyser. In het praalgraf werd ook zijn zoon Cornelis Tromp bijgezet
- Johannes Vermeer, schilder
- Hubert Kornelisz. Poot, dichter
- Anthonie Heinsius, raadspensionaris
- Johannes Stalpaert van der Wiele, pastoor, schrijver en dichter
- Elisabeth Morgan, dochter van Filips van Marnix van Sint-Aldegonde, praalgraf.
- Clara van Sparwoude, edelvrouw en weldoenster, wandepitaaf

In totaal zijn er in deze kerk ongeveer vierhonderd mensen begraven. De grafmonumenten van Piet Hein en van Maarten Harpertsz. Tromp zijn opgericht in opdracht van de Staten-Generaal en nog steeds eigendom van de Staat, van de Rijksgebouwendienst.

## Huwelijk prins Friso
Prins Friso en prinses Mabel zijn op 24 april 2004 in de Oude Kerk getrouwd. Prins Friso had in Delft gewoond en gestudeerd en prinses Mabel is in Pijnacker opgegroeid, in de buurt van Delft. Friso's woonhuis was maar enkele meters verwijderd van de Oude Kerk. 24 april was de geboortedag van Willem van Oranje.

## Andere scheve torens
- Toren van Pisa
- Scheve toren van Nevjansk